# Darko Filipović
Darko Filipović (srbska cirilica Дарко Филиповић), srbski pevec, * 21. februar 1981, Leskovac.
V Leskovcu je živel do leta 2003, nakar se je preselil v Beograd. Slavo na prostoru nekdanje Jugoslavije je dosegel leta 2004, ko se je uvrstil v finale prve sezone glasbenega tekmovanja Zvezde Granda. Njegovi najbolj znani pesmi sta debitantski singel Ona, ona in Trebaš mi.